# Сборка генома

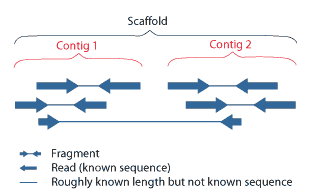
Перекрывающиеся фрагменты образуют контиги, контиги с промежутками известной длины образуют скаффолды.

Сборка генома — процесс объединения большого количества коротких фрагментов ДНК (ридов) в одну или несколько длинных последовательностей (контигов и скаффолдов) в целях восстановления последовательностей ДНК хромосом, из которых возникли эти фрагменты в процессе секвенирования.
Сборка генома является очень сложной вычислительной задачей, в частности, осложнённой тем, что геномы часто содержат большое количество одинаковых повторяющихся последовательностей (так называемые геномные повторы). Эти повторы могут быть длиной в несколько тысяч нуклеотидов, а также встречаться в тысяче различных мест в геноме. Особенно богаты повторами большие геномы растений и животных, в том числе геном человека.

## Алгоритмические подходы
Существует два подхода для сборки геномов — основанный на перекрытии overlap-layout-consensus (применяется для длинных фрагментов), а также основанный на графах де Брёйна (применяется для коротких фрагментов) .

### Overlap-Layout-Consensus
При секвенировании методом дробовика все ДНК организма сначала разрезают на миллионы маленьких фрагментов до 1000 нуклеотидов в длину. Затем алгоритмы сборки генома рассматривают полученные фрагменты одновременно, находя их перекрытия (overlap), объединяя их по перекрытиям (layout) и исправляя ошибки в объединённой строке (consensus). Данные шаги могут повторяться несколько раз в процессе сборки. 
Данный подход был наиболее распространён для сборки геномов до появления секвенирования следующего поколения. 

### Графы де Брёйна
С развитием технологий секвенирования следующего поколения получение фрагментов стало на порядок дешевле, но размер фрагментов стал меньше (до 150 нуклеотидов), а количество ошибок при чтении фрагментов увеличилось (до 3 %). При сборке таких данных получили распространение методы, основанные на графах де Брёйна.

## Доступные сборщики
Список популярных геномных сборщиков:
| Название | Поддерживаемые технологии    | Авторы                                                       | Представлен | Обновлён | Лицензия*   | Домашняя страница |
| --- | ---------------------------- | ------------------------------------------------------------ | ----------- | -------- | ----------- | ----------------- |
| ABySS | Solexa, SOLiD                | Simpson, J. et al.                                           | 2008        | 2011     | NC-A        | ссылка            |
| ALLPATHS-LG | Solexa, SOLiD                | Gnerre, S. et al.                                            | 2011        | 2011     | OS          | ссылка            |
| CLC Genomics Workbench | Sanger, 454, Solexa, SOLiD   | CLC bio                                                      | 2008        | 2010     | C           | ссылка            |
| Euler | Sanger, 454 (,Solexa ?)      | Pevzner, P. et al.                                           | 2001        | 2006     | (C / NC-A?) | ссылка            |
| Euler-sr | 454, Solexa                  | Chaisson, MJ. et al.                                         | 2008        | 2008     | NC-A        | ссылка            |
| IDBA | Sanger,454,Solexa            | Yu Peng, Henry C. M. Leung, Siu-Ming Yiu, Francis Y. L. Chin | 2010        | 2010     | (C / NC-A?) | ссылка            |
| MIRA | Sanger, 454, Solexa          | Chevreux, B.                                                 | 1998        | 2011     | OS          | ссылка            |
| Newbler | 454, Sanger                  | 454/Roche                                                    | 2009        | 2009     | C           | ссылка            |
| SOPRA | Illumina, SOLiD, Sanger, 454 | Dayarian, A. et al.                                          | 2010        | 2011     | OS          | ссылка            |
| SOAPdenovo | Solexa                       | Li, R. et al.                                                | 2009        | 2009     | OS          | ссылка            |
| SPAdes | Illumina, Solexa             | Bankevich, A et al.                                          | 2012        | 2012     | OS          | ссылка            |
| Velvet | Sanger, 454, Solexa, SOLiD   | Zerbino, D. et al.                                           | 2007        | 2009     | OS          | ссылка            |
| Canu | PacBio, Oxford Nanopore      | Koren, S. et al.                                             | 2017        | 2020     | OS          | ссылка            |
| *Licences: OS = Open Source; C = Коммерческая; C / NC-A = Коммерческая, но бесплатна для использования в некоммерческих и научных целях; Скобки = неизвестно, но скорее всего C / NC-A |                              |                                                              |             |          |             |                   |